# Bur Mulo
Bur Mulo är ett berg i Indonesien.   Det ligger i provinsen Aceh, i den västra delen av landet, 1 600 km nordväst om huvudstaden Jakarta. Toppen på Bur Mulo är 1 859 meter över havet, eller 403 meter över den omgivande terrängen. Bredden vid basen är 3,6 km.
Terrängen runt Bur Mulo är huvudsakligen kuperad, men österut är den bergig. Runt Bur Mulo är det glesbefolkat, med 16 invånare per kvadratkilometer. I omgivningarna runt Bur Mulo växer i huvudsak städsegrön lövskog.